# コロンバイン高校銃乱射事件
コロンバイン高校銃乱射事件（コロンバインこうこうじゅうらんしゃじけん、英: Columbine High School massacre）は、アメリカ合衆国コロラド州ジェファーソン郡コロンバインのジェファーソン郡立コロンバイン高等学校で1999年4月20日に発生した事件。英名の「Columbine High School massacre」は直訳すると「コロンバイン高校の虐殺」となる。
同校の生徒であったエリック・ハリスとディラン・クレボルドが銃で12名の生徒と1名の教師を射殺したのち自殺した。重軽傷者は24名。アメリカの学校における銃乱射事件としては1966年に起きたテキサスタワー乱射事件の犠牲者15名に継ぐ規模であった（後に33人が死亡したバージニア工科大学銃乱射事件が起きている）。

## 事件前日までの出来事

### 背景
事件の舞台となったコロンバイン高校に在学していたエリック・ハリスとディラン・クレボルドは、同校に入学してしばらくを経た頃からその卒業の頃までに渡り、同校の一部の生徒（いわゆるジョックとその取り巻きであるサイドキックやプリーザー）のいじめの対象になっていた。2人がクリークの生徒から毎日のように小突かれたり、その人気集団の生徒らと深い親交を持つ女子生徒が、2人と一緒にいた女子生徒を嘲うなど、時に2人を直接嘲る場面などが日常的にあったとの証言がある。彼らの共通の知り合いでのちに独白録を出版もしたブルックス・ブラウンは、2人が「faggot」（「オカマ」「ホモ野郎」というような意味の罵り言葉）と罵られるところや、ハリスがロッカーに押し込まれるところ、2人が車の中から物を投げつけられるところなどを目撃している。こうしたいじめの対象は、ハリスとクレボルドのほかにも存在した。そうした生徒の一部が、一種の自警団としての結束を旨に、自身らを「トレンチコート・マフィア」と自称するようになる。ハリスとクレボルドは、この集団のリーダーと共通の友人であった。黒色のトレンチコートを象徴としたこの「トレンチコート・マフィア」に所属していた全生徒は、この事件の発生前に卒業または退学している。ブラウンは、「日常的に行われていたいじめが、2人の絆を強くしていた」と語る。

### 兆候
1997年、ブラウンの両親は他の生徒への脅迫を示唆するハリスのウェブサイトを発見した。ブラウンの両親から通報を受けたジェファーソン郡保安官マイケル・ゲーラはこのサイトを調査した。
ゲーラは捜索令状用の宣誓供述書を書くことを決定した。しかし、宣誓供述書はファイルされなかった。この情報は、2001年9月まで公表されなかった（捜査令状が発行されなかったのは、家宅捜査をする十分となる根拠が無かったためであるが、ジェファーソン郡庁は令状請求を取り止めた事実自体を隠蔽した）。
ブラウンはのちに出版した独白録で、ハリスのこうした行動の背景にあったと考えられる感情について記している。当時のハリスには、自身の唯一無二の親友であったクレボルドがブラウンと交流することによって自らのもとを離れてゆくかもしれないという不安を抱いていた可能性があったという。

## 事件当日

### 爆弾設置するも不発
1999年4月20日11時10分、ハリスとクレボルドは、各々の車でコロンバイン高校に同時に登校した。ハリスは学生用駐車場に駐車し、クレボルドは教職員及び来客用駐車場に駐車した。それらの地点から、2人はそれぞれ一階カフェテリアを一望した。また、両名とも学校の主な出口を把握していた。
2人は昼食の提供が始まる数分前にカフェテリアに入り、2つのダッフルバッグを置いた。両方の鞄に入っていた20ポンド（9kg）のプロパン爆弾は、11時17分に爆発するよう設定されていた。2人がカフェテリアに入ったとき、ちょうど管理者が防犯カメラのビデオテープを巻き戻して新しいテープに交換していたため、爆弾設置の瞬間は録画されなかった。
2人はカフェテリアで爆弾を炸裂させ、そこから逃げてきた人たちを銃撃する計画を立てていた。爆弾は、カフェテリアの全てを破壊し、2階の図書館を崩壊させるのに十分な威力を持っていたはずであった。2人は爆弾の炸裂を待つために各々の車に戻った。
しかし、カフェテリアに置かれた爆弾は爆発しなかった。2人はハリスの車の近くに集まり、弾薬や爆弾の詰まったダッフルバッグを持った。ハリスの鞄には、ソードオフに改造されたサヴェージ・スプリングフィールド67Hポンプアクション式散弾銃、ハイポイント995 9mmセミオートカービンが入っており、またクレボルドの鞄には、9mm半自動拳銃イントラテック TEC-DC9、スティーブンス311D水平二連短銃身散弾銃が入っていた。2人は武装してカフェテリアに向かい、敷地内で最も高い位置にある西側入口階段の上に到着した。この地点から見て、カフェテリアの横側入口は、階段の下方にあった。学校の主な西側入口は2人の左側にあり、運動場は右側に位置した。

### 乱射発生
11時19分、事件の目撃者は、ハリスの「ゴー! ゴー!」という叫び声を聞いた。その瞬間、2人は散弾銃を引き抜き、丘に座って昼食をとっていたレイチェル・スコット（en:Rachel Scott）とリチャード・カスタルドに向かって銃を発射した。スコットは4発撃たれて即死、カスタルドは8発撃たれて重傷を負った。ハリスとクレボルドのどちらが先に発砲し、どちらがスコットを射殺したかは不明である。
続いて、ハリスは、トレンチコートを脱ぎ、カービンを西階段の下側に向けた。ダニエル・ロアボーとショーン・グレーヴス、ランス・カークリンは、ちょうど西階段を上り始めていた。カークリンは2人が突然銃撃するのを目撃し、ロアボーはグレーヴスに倒れ込み、グレーヴスは脚に被弾した。その後、2人はロアボーとグレーヴスを横切りカークリンに銃を向けたが、向きを変えて学校遠方の南側に銃撃を始めた。学校の西入口の反対側の小丘には、5名の生徒が座っていた。銃撃を受けたマイケル・ジョンソンは逃走し、生還を果たした。マーク・テーラーは、銃撃を受け地面に倒れ込んだが、死んだふりをした。他の3名は、無傷で逃げ切った。
2人の銃撃中、グレーヴスは足を引きずりながらカフェテリアの補助入口へ階段を下り、ドアの前で倒れ込んだ。クレボルドはカフェテリアへ向かう階段を下りると、再びカークリンを撃ち重傷を負わせた。階段を降りたロアボーは、伝えられるところによれば、内側に逃げようとする他の生徒のためにカフェテリアの扉を固定しようとした。クレボルドはロアボーのそばまで歩き、至近距離から頭を撃った。
そのまま階段を下りたクレボルドは、負傷してカフェテリア入口で倒れていたグレーヴスを跨いで中に入った。おそらくクレボルドは、爆弾が不発に終った理由を確かめようとしたのだと推測される。クレボルドがカフェテリアに入ると同時に、ハリスは銃を階段の下に向け、カフェテリアの入口近くに座る数名の生徒を銃撃し、逃げようとしたアン・マリーホフタルターを負傷させた。数秒後、クレボルドは上でハリスと会うために階段を上った。
敷地内で騒動を見ていた教員のパッティ・ネルソンは、学生のブライアン・アンダーソンと西側入口へ向かった。ハリスとクレボルドを見たネルソンは、彼らがビデオを撮っているか悪ふざけをしていると思い、外に出て彼らを制止しようとした。アンダーソンが外に出ようと一つ目の両開きの扉を開こうとしたので、ハリスとクレボルドは窓ガラスを撃った。アンダーソンは、飛び散ったガラスで負傷、同じくネルソンは破片によって肩を負傷した。ネルソンは、恐怖に怯えながらも素早く立ち上がって図書館に入り、中にいる学生に、机の下に伏せて音を立てずにいるように指示した。続いて電話で警察を呼び、自分も図書館のカウンターの下に隠れた。アンダーソンは、内外の扉の間に残された。

### 保安官との銃撃戦
一方で11時24分には、学校に配属されていたニール・ガードナー保安官補が到着し、負傷したアンダーソンからハリスとクレボルドの気を逸らすため発砲した。アンダーソンはよろめきながらも、図書館に駆け込み、職員休憩室に入って事態が終わるまでそこに残った。ハリスはガードナーに10発発砲した。ガードナーは4発発砲したものの圧倒されて後退、コード33（緊急支援要請）を無線で連絡した。
ハリスとクレボルドはその隙に校舎に走った。2人は北通路を下って進みながら出会う生徒に発砲し、爆弾を投げた。その間、1人の生徒は通りの向こうの家にたどり着くことができた。2人はそれから学校の東側入口のガラスに向け発砲した。しばらくして彼らは図書館通路へ向け西側入口の方へ戻った。彼らはホールを通り抜ける間、出会う生徒に向け無差別に発砲を繰り返した（しかし負傷者は出なかった）。
その直前、ウィリアム・サンダーズ監督は、学生たちと2階への階段を通ってカフェテリアから避難した。階段は、中央南通路内の図書館通路から角を曲がった所にあった。彼らが角を曲がって図書館通路を降りていたとき、ハリスとクレボルドが北通路から角を曲がって来るのが見えた。ハリスとクレボルドは素早く振り返ると角を曲がって来て一団に発砲した。南通路に来ていたサンダーズは胸に被弾した。被弾しなかった学生たちは第1科学室へと走り、中の教師に警告した。サンダーズはなんとか第3科学室に入り、2人の生徒から応急処置を受けた。
教員のテレサ・ミラーは外部へ連絡を取ろうとしたが、何度掛けても警察は応答しなかった。サンダーズに応急処置を行った1人のアーロン・ハーンシーは、理科実験室で実験を行っていたところ、教師から「応急処置が出来る生徒はいないか!?」という呼びかけに応じ、背後で爆発音や銃声を聞きながら教室を移動した。その時にサンダーズは自身が撃たれた事を把握しており、意識も明瞭だった。ハーンシーは、サンダーズの意識が落ちないようにサンダーズの財布に入っていた家族写真を見せながら話す事で意識を繋いでいた。ハーンシーは「病院に搬送され手術や治療をすれば助かると思っていた」と語ったが、救助が遅れたことでサンダーズは午後3時頃に死亡した。

### 図書館の惨劇

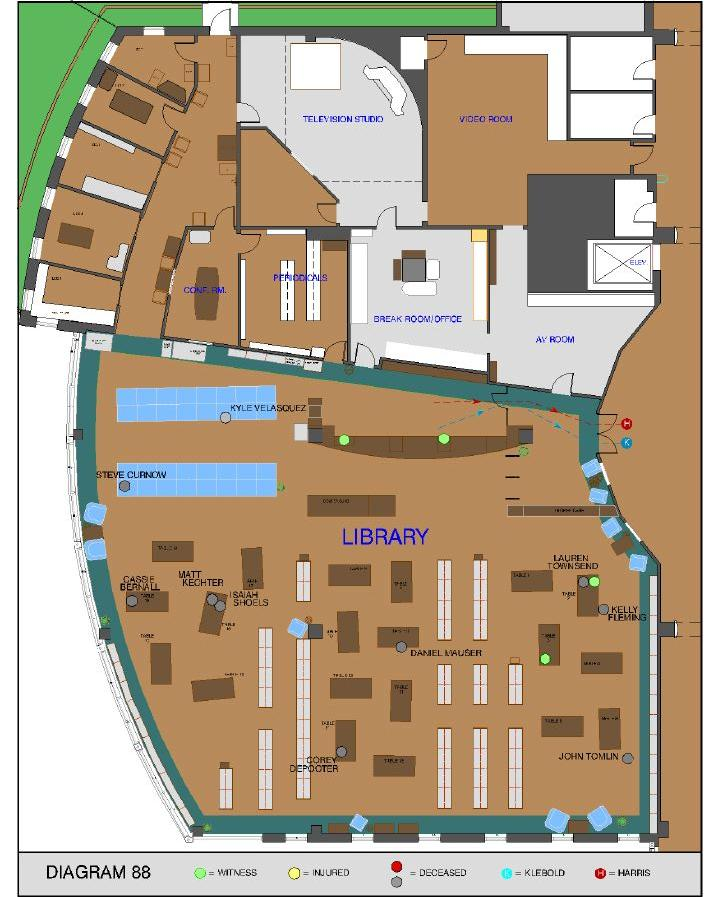
図書室の配置図と事件の犠牲者の遺体が見つかった場所

ハリスとクレボルドが銃撃を続けている間、ネルソンは救急隊に電話をかけ、自分が知る限りの状況を説明しながら学生を机の下に隠れさせようとしていた。記録によると、午前11時25分05秒に911のオペレーターがネルソンの電話を受けている。ハリスとクレボルドが図書館に入ってきたのはその4分10秒後だった。ハリスとクレボルドは図書館に入る前に南通路で2つのパイプ爆弾を階段からカフェテリアに投げ入れ、いずれも爆発した（その爆破の映像は監視カメラの記録に収められている）。彼らは爆弾をもう一つ図書館通路に放り込み、ロッカーの一部を破壊した。11時29分、2人は図書館に侵入した。中には52人の生徒、2人の教員、2人の図書館職員が隠れていた。
ハリスは図書館に入ると受付の反対側から本棚を撃った。この銃撃で本棚に隣接している複合機の下で隠れていた生徒エヴァン・トッドが負傷した。ハリスは「起きろ!」と大声で叫んだ。その声はネルソンがかけていた電話の記録（11:29:18）に残るほど大きかった。職員休憩室に隠れていた職員と生徒は、彼らが「白い帽子か野球帽をかぶっている奴は全員立て!」「ジョックは全員立て!俺たちは白い帽子の奴を捕まえる!」などと言うのを聞いていた（同校では運動部員は白い帽子をかぶる伝統があった）が、誰も立ち上がらなかった、ハリスの「いいだろう、どっちにしろ撃つぞ!」と言う声が聞こえると、2人は図書館の反対側へ進んだ。トッドは受付の下に隠れてやり過ごした。カイル・ベラスケスは、コンピュータが置かれた北の（または上の）列の机の下に体を丸くして隠れていた。彼は机の下から動かなかった。クレボルドは最初の頭を後ろから撃ってベラスケスを殺害した。二人はコンピュータ席の南列で自分たちのダッフルバッグから弾薬を取り出し、銃に再装填を始めた。彼らは外側の階段に面している窓へ歩いて行くと、生徒を避難させている警察に警告を与えるため、窓越しに発砲した。これに対して警察も応戦した。
数秒後にクレボルドは窓に背を向け、近くの机に隠れていたパトリック・アイルランド、ダニエル・スティプレトン、マカイ・ホールに発砲した。彼らを負傷させた後、クレボルドは着ていたトレンチコートを脱いだ。ハリスは自分の散弾銃を持つと、コンピュータ受付の下の列まで歩き、最初の机の下に誰がそこに隠れているか確認せずに銃を向け、発砲した。この銃撃でその場所に隠れていたスティーブン・カーナウが死亡した。カーナウはこの銃撃で死亡した中で最も若い14歳だった。ハリスは続けてコンピューター受付の下に発砲し、ケイシー・ルーゲスガーを負傷させた。ルーゲスガーは右腕に3発銃撃を受けた（ルーゲスガーは事件の後の取材で撃たれた瞬間自分の腕ではないような感覚だったと話している）。弾丸は左首筋を横切った。
さらにハリスは南のコンピュータ列の向かいの机まで歩き、キャシー・バーナルを脅して跪かせると、頭部を撃って射殺した。この直前にハリスは頭の上で手を2回叩き、「（かくれんぼのように）見ぃつけた」（"peek-a-boo"）と言ったとされている。
ハリスはそれから次の机に向かい、学生のブレー・パスクァーレ（十分な場所がなかったので、彼女は隠れられなかった）のいる机の隣に座った。ハリスは「死にたくないか」と彼女に尋ねた。ハリスがパスクァーレをなじる間にパトリック・アイルランドは彼の近くにいた2人の負傷者（ダニエル・スティプレトン、マカイ・ホール）のうちの1人に応急手当を与え始めた。これを見たクレボルドは彼の頭に2発と足に1発発砲し、アイルランドの靴を吹き飛ばした。アイルランドは意識を失ったが奇跡的に生き残ることが出来た。
クレボルドは机の下に隠れているアイゼア・ショールズ、マシュー・ケッター、クレイグ・スコット（3人とも学校の人気のスポーツ選手で、クレイグはレイチェル・スコットの弟）を発見、ハリスを呼び出してショールズを引き出そうとした。ハリスはパスクァーレから離れ、クレボルドと合流した。2人は数秒間ショールズを罵った（クレボルドは人種差別発言をしていたという）。直後にハリスはショールズを、クレボルドはケッターにそれぞれ発砲し、2人を射殺した。スコットは死んだふりをして無事にやり過ごした。ハリスは二酸化炭素爆弾をホール、スティプレトン、アイルランドがいる机の方に投げた。ホールが爆弾を拾って遠くに投げたため、爆発で誰も負傷することはなかった。
続いてハリスとクレボルドは図書館の本棚と机の周りを歩きながら多方向に発砲した。クレボルドの銃撃でマーク・キントジェンが負傷、更にクレボルドは机の下に隠れていたリサ・クローツ、ヴァレーン・シェナー、ローレン・タウンゼンドに発砲。クローツとシェナーを負傷させ、タウンゼンドを射殺した。
一方、ハリスは2人の女子生徒が隠れていた机を覗き込み、「哀れだな」と述べた。ハリスとクレボルドは空いた机へ行き、再び銃弾の再装填を行った。そこで負傷していたヴァレーン・シェナーが「ああ、神さま！ 私をお助けください」と叫んだ。クレボルドはシェナーの方へ行くと、彼女に神の存在を信じるかどうか尋ねた。彼女は答えに詰まり、一旦は否定したがすぐに同意した。クレボルドが理由を尋ねると、シェナーは自分の家族が信じているものであるからと言った。クレボルドはシェナーを罵ってその場から離れた。この現場を目撃していた人々から、このやり取りをしたのはシェナーではなく、前述の死亡したキャシー・バーナルではないかという情報も出ていた。そのため、事件後に議論を呼ぶこととなった。
ハリスは別の机の下にカービン銃で2度発砲、ニコル・ノーレンとジョン・トムリンを負傷させた。外へ這い出ようとしたトムリンはクレボルドに蹴られた。ハリスがトムリンを罵った直後、クレボルドはトムリンに向け連続で発砲し、射殺した。ハリスはタウンゼントの死体が倒れている机の向こう側に歩いて戻り、隠れていたケリー・フレミングを射殺した。ハリスは再びクローツと死亡しているタウンゼンドの方に撃ち、近くにいたジェアナ・パークを負傷させた。
11時37分頃、ハリスとクレボルドは図書館の中心へ移り、銃弾の再装填を行った。クレボルドは近くにいた学生に名前を尋ねた。その学生はクレボルドの顔見知りであるジョン・サヴェージだった。サヴェージがいったい何をしているのか尋ねると、クレボルドは「ああ、ただの人殺しだ」と答えた。自分も殺すのかとサヴェージに問われたクレボルドは戸惑った後、サヴェージに図書館から出るよう指示した。サヴェージは図書館の入口から無事に脱出した。サヴェージが去ったあと、ハリスはカービン銃で近くにいたダニエル・モーゼルの顔面を至近距離から撃ち、殺害した後に移動、生徒たちが隠れていそうな北の方向の机にむけて銃を連射した。この銃撃でジェニファー・ドイルとオースティン・ユーバンクスが負傷、コーレイ・デポーターが致命傷を受け、後に死亡した。
2人はそれから机から立ち去り、図書館の受付に向かった。図書館の南西の端へハリスが投げた火炎瓶は炸裂しなかった。受付にまわる途中で、2人は先の銃撃で負傷していたエヴァン・トッドを見つけた。2人はトッドに『お前はジョックか?』と聞いた。トッドは『いいや』と答えた（トッドはアメリカンフットボール部員だったが咄嗟に嘘をついた）。ハリスに『死にたいか』と尋ねられたトッドは『君たちはこれまで問題を起こしたことはないだろ?』と云った。それを聞くと2人は去って行った。クレボルドは職員休憩室の方へ発砲し、小型テレビを破壊した。ハリスは、椅子を受付のパソコンの上部の上に置くと、11時42分頃に図書館から出て行き、殺戮を終えた。
ハリスとクレボルドが図書館を出た直後、無傷の34人と負傷した10人は北入口から脱出した。アイルランド（負傷して意識がなかった）とクローツ（負傷して動けなかった）は図書館に残された。ネルソンはクレボルドの攻撃を受けた職員休憩室に走った。そこには負傷して逃げ込んでいたアンダーソンと3人の図書館職員がいた。ネルソンと4人は、事態が終わる午後3時30分頃までそこに隠れていた。

### 犯人たちの自殺
図書館を出た後、科学室がある階に向かったハリスとクレボルドは、小さな焼夷弾を空の倉庫に放り込み、炸裂させた。彼らが通り過ぎた後、隣の部屋に隠れていた教員が消火を行った。2人は南通路を進み、誰もいない第8科学室に向けて発砲した。
次に2人は、階段を降りてカフェテリアに戻った。ハリスはプロパン爆弾のうちの1つをカービン銃で撃ち、爆発させようとしたが失敗した。ハリスは机に残されていた飲み物を一口飲むと、火炎瓶を投げた。最初、火炎瓶は炸裂はしなかったが、2人が階段を上ってカフェテリアから去った後に火事を引き起こした。この火事は備え付けのスプリンクラーで消火された。カフェテリアでの一件は防犯カメラに映っており、2人の行動は映像記録となった。
11時50分過ぎにカフェテリアを出た2人は学校の主な南北通路の周りに向かい、あてもなく発砲した。彼らは、南通路を渡って教室を通り過ぎ、中央事務所へ入った。その間、2人は教室の扉の小さな窓から中を覗き込み、隠れていた生徒と目を合わせたが、攻撃はしなかった。2人は事務室を出た後にトイレの入口に入り、「そこにいることはわかっている」、「俺たちは見つけた奴を全員殺す」と言ったが中には入らなかった。11時55分に2人は再びカフェテリアに現れ、調理場を周った後3分後に南廊下へ引き上げた。
午後0時2分、ハリスとクレボルドは再び図書館に入った（カフェテリアから図書館に来るまでの行動は不明）。図書館からは、意識を失っていたアイルランドと負傷して動けないクローツ（クローツは死んだふりをしていた）以外の生存者は全員脱出していた。2人は窓越しに警官と撃ち合おうとしたが無駄に終わり、マシュー・ケッターとアイゼア・ショールズの遺体のそばに行き、自らの銃で自分を撃ち、自殺した。
午後2時38分に、アイルランドは意識を回復し、外で待機していたSWAT隊員によって窓から救出された。職員休憩室に隠れていたクローツ、ネルソン、アンダーソンと3人の職員も救出された。
午後4時、保安官は生徒や教員の死者は25人と発表した。午後4時30分に学校は安全を宣言したが、午後5時30分に別の爆薬が発見され、再び警察が出動した。午後6時15分までに駐車場の車から発見された爆弾は、午後10時45分から除去作業が行われたが起爆してしまった。幸い、自動車が破壊されただけで負傷者はいなかった。
最終的に、12人の学生と1人の教師が殺害され、24人の学生が負傷。また、3名の学生が避難の際に負傷した。ハリスとクレボルドが自殺するまで、わずか約45分の出来事だった。

## 警察の過失と不当な対応
この事件に関しては、事件前、事件時、事件後と、以下のような警察の過失や不当な対応が問題となった。
- （前述の通り）事件前に報告されていたハリスの殺人予告が掲載されたサイトを、警察は記録せず、事件後もこの事を隠蔽した。
- 警察はハリスとクレボルドが銃撃しているとき、現場の状況が十分に確認できていたにも拘らず、ストーン保安官の指揮官決定に従って応戦せずに傍観していた（負傷したデイヴ・サンダースは、他の生徒らが懸命に助けようとしていたにも拘らず、警察の突入が無く、出血多量で数時間後に死亡してしまった）。
- 警察は犠牲者の遺体を翌日まで現場に放置した。この事に関して警察側は「犯人らが偽装爆弾を仕掛けた可能性があったため安易に中に入れなかった」と説明しているが、逃げ出した生徒達の証言により偽装爆弾などの可能性は無かった事が示唆されていたことが分かった。
- 事件後の捜査で、捜査チームの一員であったストーン保安官は、犯人2人の友人であったブルックス・ブラウンを、「犯人らと長いつながりがあった」という理由だけで、長期にわたり捜査対象とし、マスコミにも「ブルックスも事件に関与している」と話していた。その事でブルックスは、事件後の町ではしばらくの間、ひどく容疑者扱いされ、厳密にいえば、犯人2人と共謀していない。
- ストーン保安官は、犠牲者であるダニエル・ロアボーの衣服を、他の犠牲者の衣服を遺族に返していたにもかかわらず、「生物学的有害物質であるため」返却しなかった。そもそも警察には、捜査が終了していない段階で証拠品を返す義務は無かった。
- 警察が公表した事件の報告書には、いくつもの間違った記述がされていた。そのひとつである、ブルックスが事件前後にいた位置については、ブルックスは「警察が、いかにも自分が怪しいと人々に思わせる為に、わざと位置を間違えて公表した」と、自著に書いている。
- 警察は、犯人らが事件直前に撮影した、「犯行動機などを説明したビデオ」を長期にわたり公表せず、その事で多くの誤った憶測を広めた。
- 警察らの調査に不満を感じた生存者や犠牲者の家族などが、事件後に第三者などによる再調査を求め、立法機関の委員会で決を採ったが、これは否決された。これには、事前に警察が委員に圧力をかけていたとの説もある。

## 犯行に使用された銃器
エリック・ハリスが使用した銃器

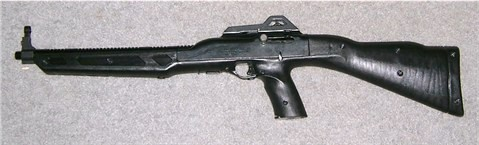
Hi-Point 995 カービン

- Hi-Point 995 9mm カービン [5]
- Savage-Springfield 67H ポンプアクション式ショットガン（ソードオフに改造）

ディラン・クレボルドが使用した銃器
- Intratec TEC-9

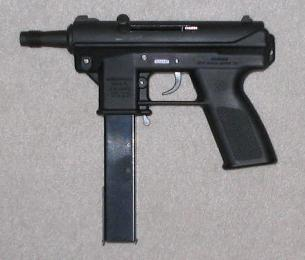
TEC-DC9 ピストル

- Stevens 311D ダブルバレルショットガン（ソードオフモデル）

### イントラテック TEC-DC9
禁止命令が出る前に製造され、DO76305という製造番号を打たれたこのテック9は、1997年にコロラド州デンバーに住むロイス・スペインという男が手に入れていた。彼は銃の販売許可証をもって銃砲店を経営していたが、商売が思わしくなく、店を畳んで許可証も返上し、在庫品は自分で保管した。そして、年に10回開かれるガン・ショーにその在庫を出品し、売りさばいた。
デンバーのガン・ショーでスペインのテック9を購入したのは、22歳のコンピューター技師マーク・メインズであった。しかし、母親が銃砲規制に携わる仕事についていたため、逆に処分に困ってしまった。そんな時、メインズはピッツァ・バーラーで勤務していた友人のフィリップ・デュランから、テック9を必要とする男たちがいるという話を聞いたのである。
そして1999年1月23日、再び開かれたガン・ショーで男2人に会ったメインズは、500ドルでその銃を自宅で売ることにした。自宅を指定したのは、彼らがまだ17歳だったからである。その2人はハリスとクレボルドであった。
未成年者に銃を販売することは違法である。この事件の後に逮捕及び起訴されたのはメインズとデュランの2人だけである。

## 抗うつ薬の影響の疑い
ハリスの遺体を検死したところ、体内からフルボキサミンの成分が大量に検出された。このフルボキサミンをはじめとする抗うつ薬（SSRI）は、24歳以下の若年者が服用した場合に攻撃性や衝動性を増長するという副作用が報告されていたため、事件との関連が疑われた。実際、精神的な不安定さを抱えていたハリスは、精神科医からフルボキサミン（製品名「ルボックス」）を処方されていた。また、クレボルドは、ハリスがフルボキサミンを使っているのを知らなかったからである。
事件後、被害者遺族らがルボックスを販売するソルベイ社を告訴したものの、ルボックスの服用と事件との因果関係は証明されなかった。ただし、米国内では裁判を通じてルボックスに対する風当たりが強くなり売り上げも激減し、2002年より販売中止となったが、数年後販売が再開された。日本においても附属池田小事件の犯人がSSRIを服用していたことが報道されている。

## 社会への影響など
同校の近くにはロッキード・マーティン社のミサイル工場があり、同校の生徒の両親の多くもこの工場で働いていた。事件当日は偶然、コソボ紛争にてアメリカ軍がコソボへ最大の爆撃を行った日でもあり、当時のビル・クリントン大統領は爆撃作戦の成功を伝える会見に出席したわずか1時間後に再び会見を開き、「痛ましい事件が起こった」と述べた。
全米ライフル協会は、コロラド州デンバーで、以前から予定していた銃所持の権利を主張する集会を中止せず開いた。事件から10日後のことだった。
事件の生存者や遺族の中にはPTSDを発症したり、自殺した者が現れた。
2012年に発生したオーロラ銃乱射事件、2013年に発生したアラパホー高校銃乱射事件の現場は、コロンバイン高校から20-30キロ圏内という位置関係である。
2015年のバージニア・テレビクルー射殺事件では、犯人が本事件の実行犯を賞賛する犯行声明文を出している。

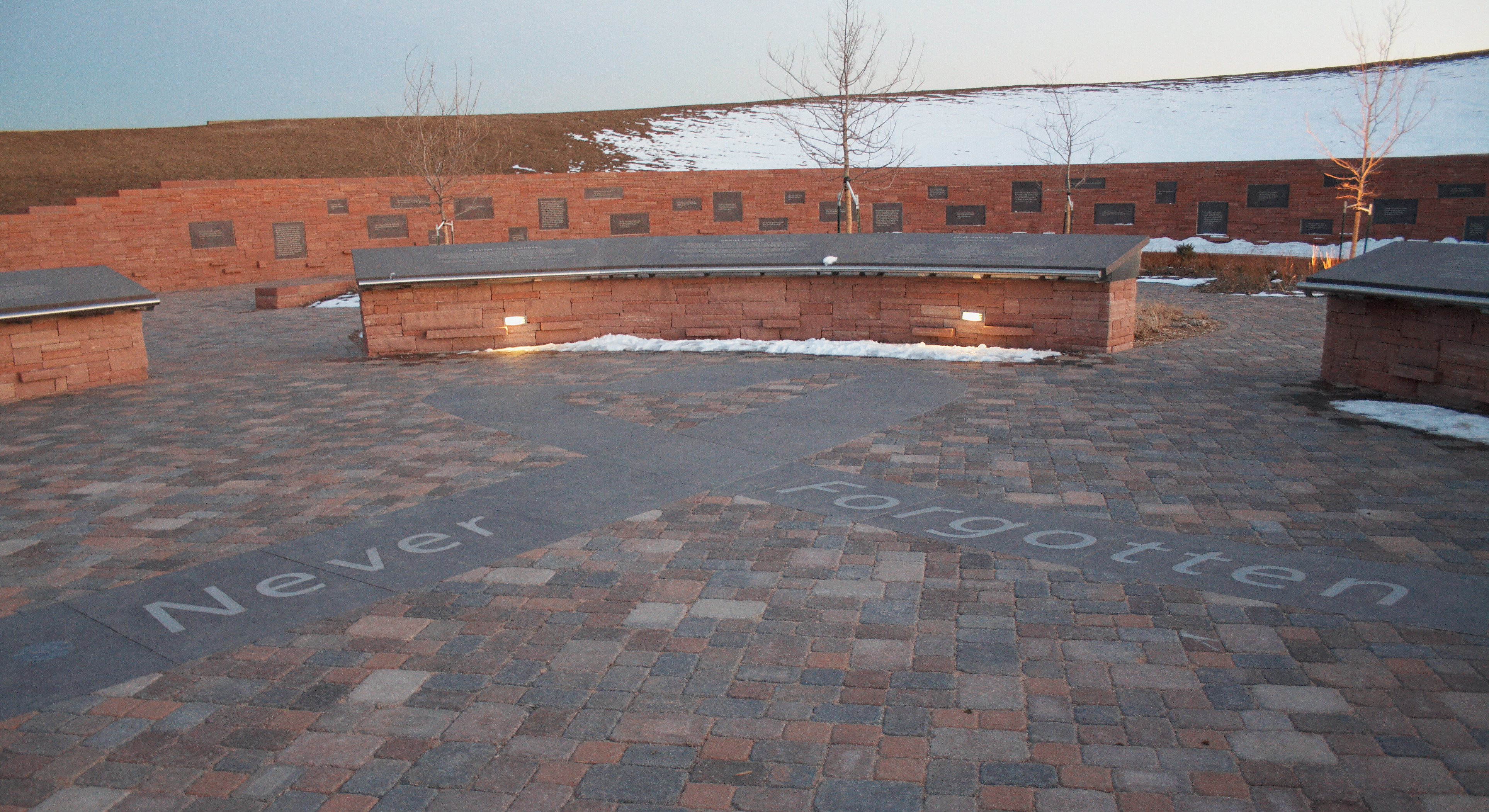
事件の慰霊碑

## 事件を扱った作品
- ボウリング・フォー・コロンバイン - 本事件を題材としたドキュメンタリー映画。
- エレファント (映画) - 本事件を題材とした映画。
- ZERO DAY (映画)（英語版） - 本事件をドキュメンタリー風に描いた映画。YouTubeにアップロードされた本事件の犯人の最後とされる映像はこの映画の一場面であり、俳優が演技をしている映像である。
- コロンバインの空に（英語版） - 射殺されたローレン・タウンゼントの家族をモデルにしたテレビ映画。ただし、本事件は間接的に登場するだけで、ストーリーの中心になっているわけではない。
- ダイアナの選択 - 本事件をほうふつとさせる乱射事件で生き残ったヒロインを描いている映画。
- バスケットボール・ダイアリーズ - 麻薬依存の少年が更生するまでを描いた作品だが、ワンシーンで学校での銃乱射を模写していたために本事件に影響を与えたと非難された。
- ポスタル (ゲーム) - 残酷ゲームに類するパソコンゲーム。本事件以降、アメリカではこのゲームの発売が禁止された。また、この事件とこのゲームとの類似性が疑われている。
- スーパーコロンバイン大虐殺RPG! - 本事件を題材とし、犯人らの行動を追体験することを目的とした同人ゲーム。
- 「And Can It Be? 神が愛なら、どうしてこんな悲劇が起こるのか」 - 本事件を題材としたデイヴィッド・ギリングハム作曲の吹奏楽曲。
- トレンチコートマフィア - 日本のヒップホップユニットCreepy Nutsによる楽曲。歌詞で本事件との関連性を匂わせながらスクールカーストの下層に位置する者について歌っており、曲中に「コロンバイン」のフレーズも登場する。
- 「ザ・キンスレイヤー」- ナイトウィッシュのアルバム『ウィッシュマスター』に収録された同曲は本事件をモチーフにして作られた。
- SKYND Feat Bill $aber - 'Columbine'- 本事件を題材としたMV（その他の楽曲も実際に起きた事件に関連する人物から名付けられている）
- I'm back - アメリカのラッパーエミネムによる2000年に発表された楽曲。曲の途中、”I take seven {kids} from {Columbine}, stand 'em all in line Add an AK-47, a revolver, a .9 A MAC-11 and it oughta solve the problem of mine And that's a whole school of bullies shot up all at one time ”とラップしている。（{ }は楽曲内で聞き取ることができない箇所を指す）また、2013年に発表されたRap Godでは、”To censor you like that one line I said on “I’m Back” from The Mathers LP 1 when I Tried to say I’ll take seven kids from Columbine Put ‘em all in a line, add an AK-47, a revolver and a 9”とほぼ同じ内容をラップしている。

## 関連文献
- Altheide, David L. (June 2009). "The Columbine Shootings and the Discourse of Fear". American Behavioral Scientist 52: 1354–70. doi:10.1177/0002764209332552.
- Elliot Aronson (2001). Nobody Left to Hate. Teaching Compassion After Columbine. First Owl Books. ISBN 978-0-8050-7099-6.
- Kass, Jeff (2009). Columbine: A True Crime Story. Ghost Road Press. ISBN 978-0-9816525-6-6.
- Larkin, Ralph W. (May 2009). "The Columbine Legacy. Rampage Shootings as Political Acts" . American Behavioral Scientist 52: 1309–1326. doi:10.1177/0002764209332548.
- Brooks Brown, Rob Merritt: No Easy Answers: The Truth Behind Death at Columbine. Lantern Books, New York 2002, ISBN 1-59056-031-0. (Brooks Brown soll ein Freund der Attentäter gewesen sein. engl.)
- Misty Bernall: She Said Yes. The unlikely martyrdom of Cassie Bernall. The Plough Publishing House, 1999, ISBN 0-87486-987-0.deutsch von Christian Rendel: Cassie. Sie sagte Ja und musste uns viel zu früh verlassen. 17 Jahre mit meiner Tochter. Brunnen Verlag, Gießen 2000, ISBN 3-7655-1645-7.
- Joachim Gaertner: Ich bin voller Hass – und das liebe ich. Dokumentarischer Roman. Eichborn, Berlin 2009, ISBN 978-3-8218-5848-7.
- Dave Cullen: Columbine Hachette Book Group, 2009, ISBN 978-1-906964-14-6.
- Marjorie Lindholm: A Columbine Survivor’s Story. ISBN 0-9773085-0-2 (eine Überlebende des Schulmassakers, engl.)
- Elsa Pollmann: Tatort Schule. Wenn Jugendliche Amok laufen. Tectum, Marburg 2008, ISBN 978-3-8288-9801-1.
- Frank Robertz, Ruben Wickenhäuser: Der Riss in der Tafel. Amoklauf und schwere Gewalt in der Schule Springer, Heidelberg 2007, ISBN 978-3-540-71630-3.
- Morton Rhue: Ich knall euch ab! Roman. Ravensburger, Ravensburg 2002, ISBN 3-473-58172-0.
- Crystal Woodman Miller: Ich dachte mein Leben ist vorbei. Wie der Amoklauf von Littleton eine junge Frau veränderte. Gerth Medien, Asslar 2008, ISBN 978-3-86591-297-8.
- Mark Ames: Going Postal. Soft Skull Press 2005, ISBN 1-932360-82-4. Snowbooks 2007, ISBN 978-1-905005-34-5. (Versuch der Erklärung des Phänomens des Amoklaufes als Problem einer sich desozialisierenden Gesellschaft, Darstellung der Schikanen im Schulalltag an der Columbine High School anhand ausgewählter Quellen)
- Jasmin Seiwert: Die Bühne der Amokläufer. Mediale Selbstdarstellung der Täter in Internet und TV. Tectum-Verlag, Marburg 2010, ISBN 978-3-8288-2329-7.
- Beth Nimmo, Darrell Scott, Steve Rabey: Rachel’s Tears: The Spiritual Journey of Columbine Martyr Rachel Scott. Nelson, Nashville 2000, ISBN 0-7852-6848-0.
- 『息子が殺人犯になった――コロンバイン高校銃乱射事件・加害生徒の母の告白』スー・クレボルド、亜紀書房 (2017/6/24)